# Sierra Elvira
Sierra Elvira è un gruppo montuoso spagnolo di media altitudine appartenente alla Cordigliera Betica situata nella comarca della Vega in provincia di Granada in Andalusia.
La fauna è rappresentata da piccoli mammiferi come volpi, tassi, scoiattoli e cinghiali oltre a numerosi volatili come gheppio comune, meropide, upupa e pernice. È importante la sua popolazione di farfalle.
Per quanto riguarda la flora, domina il pino di rimboschimento, anche se ci sono zone di macchia mediterranea ben conservate.
Ha numerose grotte, come la Sima de la Raja Santa.

## Situazione

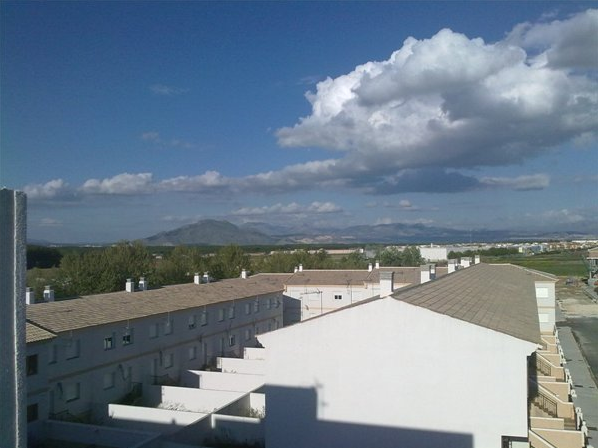
Veduta di Serra Elvira (sullo sfondo) dalla località di Láchar.

La Sierra Elvira si trova nella Vega di Granada e appartiene ai comuni di Albolote, Atarfe e Pinos Puente. La sua estensione totale è di 18 km². È situata a 9 chilometri della città di Granada ed è delimitata dalla superstrada A-92, dalla strada nazionale N-432 e dal fiume Cubillas.
Questa sierra si può dividere in due parti: la parte orientale e quella occidentale. La prima è la più scoscesa, anche se i suoi picchi sono di minore altezza. Le principali sommità sono lAtalaya o Torreón (886 m) e l'Ermita de los Tres Juanes (861 m).
Nella parte ovest i rilievi hanno pendenze più dolci ma una maggiore altezza, come il Morrón de la Punta (1045 m), Elvira o Morrón de Enmedio (1102 m) e il Cerro del Piorno (1082 m).

## Storia
Nella Sierra Elvira ci sono le rovine di un'antica città araba, Medina Elvira. Si trovano intorno al Cerro del Sombrerete, occupando un'estensione di 332 ettari. Ci sono scavi archeologici in corso, e si è scoperto l'alcazaba, varie case con le piante ben conservate, le mura della città e resti di una fortificazione.
Gli arabi videro nel suo profilo la silhouette di un volatile che spicca il volo, e pertanto la chiamarono "a il-Ukab" o «Sierra dell'Aquila».

## Monumenti

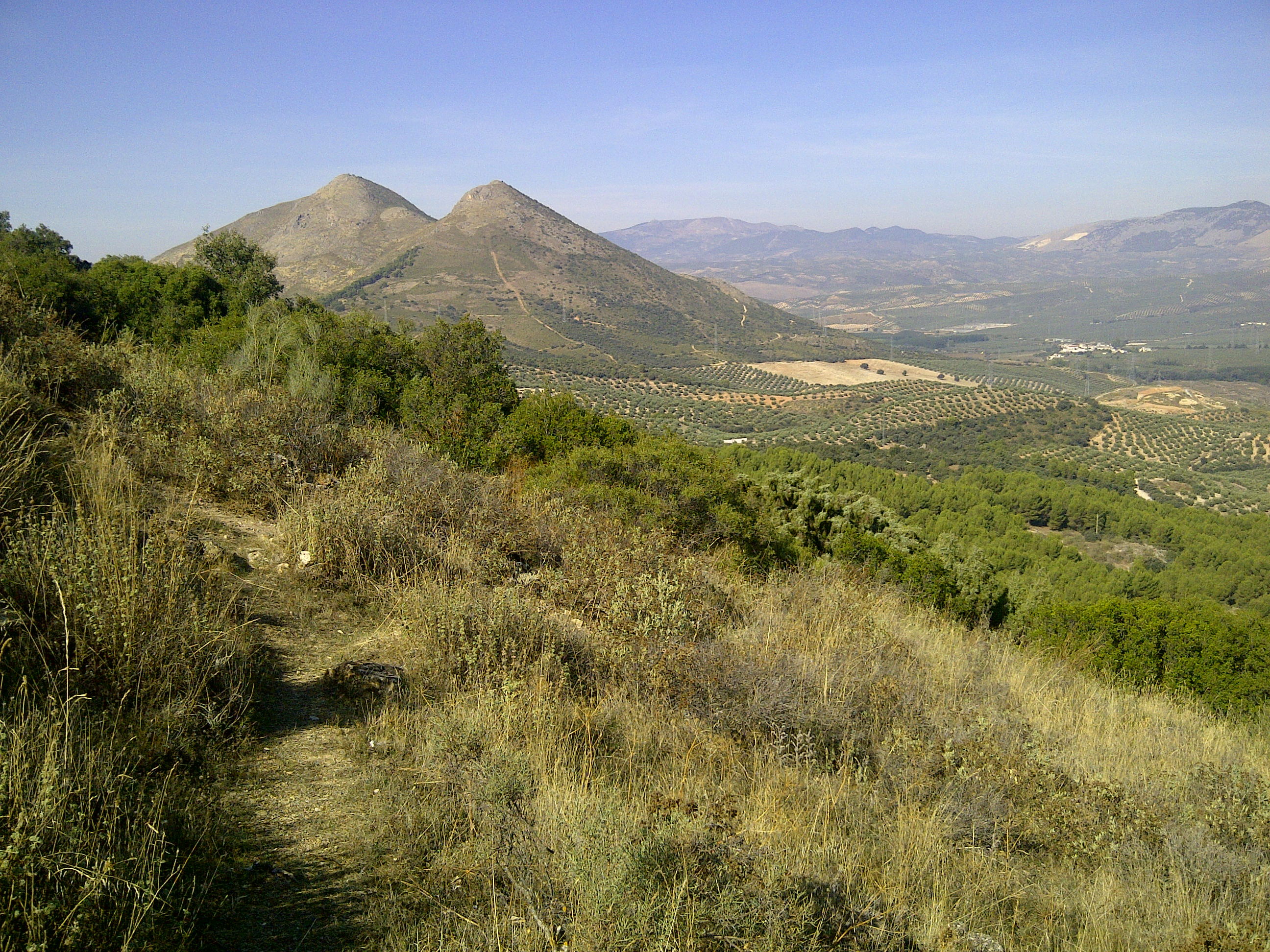
Il picco Elvira a sinistra), la più alta cima della Sierra Elvira, vista dal Torreón de Albolote.

### Ermita de los Tre Juanes
Questo eremo venne costruito da un Atarfeño, Juan de Dios Sánchez Pozo, negli anni 1940 ma rimase incompiuto fino agli anni 1990. Da quel momento al suo interno si trova un Museo di scienze naturali e nei suoi dintorni un orto botanico e un lago artificiale.

### Atalaya o Torreón
Si tratta di un torrione nasride del XIV secolo, a pianta circolare e sviluppo cilindrico. Sul lato ovest è presente un box alto 1,85 metri e una porta-finestra realizzata con arco a tutto sesto. Sulla parete sud, che si affaccia sull'Alhambra, c'è un'altra finestra molto danneggiata, anche se sul lato sinistro sono ancora visibili gli stipiti.
Un piccolo pendio rafforza la torre di guardia alla base, anche se oggi è semidistrutta. Vi è stata aggiunta una struttura che sembra contemporanea. La parete sud è quella meglio conservata, ma raggiunge un'altezza massima di circa due metri. Sporgente si estende lungo il versante lungo, sebbene parta da ovest e giunga ad est, dove si chiude formando un rettangolo. Sulla facciata questo muro è molto a filo.
Sicuramente la torre era cava solo nel suo terzo superiore, dove si trovano le finestre, mentre i restanti due terzi erano pieni. Questa torre di guardia serviva a comunicare con l'intera Vega de Granada, compresa la stessa città di Granada, i movimenti delle truppe dai valichi di frontiera. Era un punto di riferimento importante per molte fortificazioni di Granada.

## Flora
La vegetazione predominante della Sierra Elvira è costituita da conifere grazie al rimboschimento degli anni 70, dopo secoli di abbattimenti, nonché la trasformazione dei terreni per adibirli all'agricoltura. Abbonda il ginepro rosso, il torvisco, l'asparago selvatico, il biancospino, la ginestrella comune, la calicotome spinosa e la retama. Esiste anche un'importante popolazione di orchidee, con dieci specie diverse.
Il rimboschimento è stato realizzato principalmente con pino di Aleppo (Pinus halepensis) e la sua finalità è l'approvvigionamento di legname. Questi pini sono piantati su un substrato dolomitico.

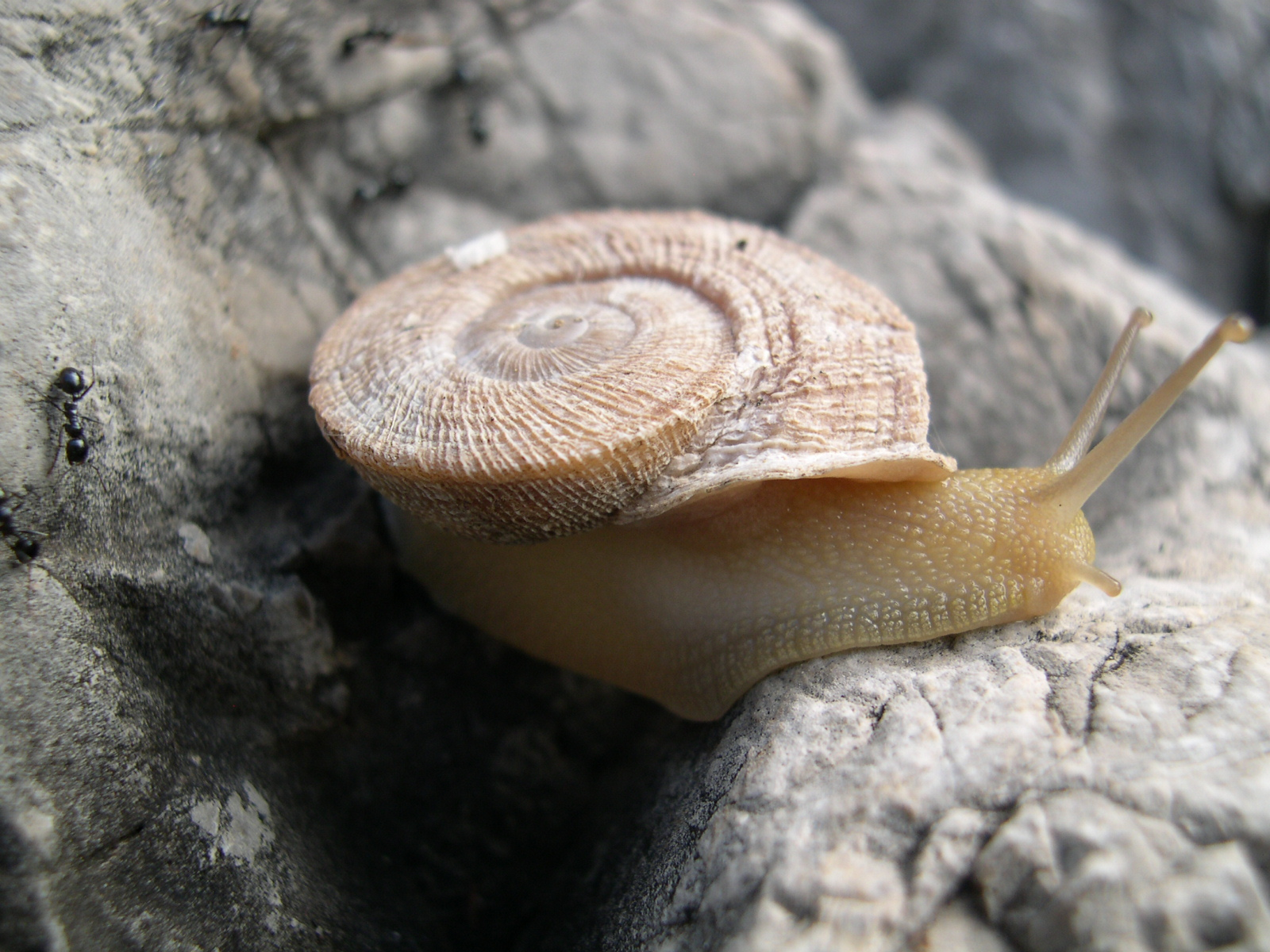
Esemplare di chapa presente nella roccia calcarea, in Sierra Elvira.

Importante anche la presenza di endemismi come l'Alchemilla fontqueri subsp elvireinse, della quale si trova presenza in Serra Nevada e in Sierra Elvira, e l'Astragalus tremolsianus, il Sedum campanulae e il Dianthus granatiense, associato al ciclo riproduttivo dell'Omocestus femoralis, presente solo in Sierra Elvira e Sierra de Maria, a nord della provincia di Almería.

## Fauna
Essendo uno spazio molto vicino alla capitale Granada, viene visitata, specialmente in estate, e pertanto la fauna di Sierra Elvira è molto sfuggente e difficile da vedere.
- Mammiferi: volpe, coniglio, tasso, cinghiale, varie specie di pipistrelli, quercino, donnola, ginetta comune e gatto selvatico.
- Avifauna: gruccione, rondone, codirosso spazzacamino, collalba nera, cernicalo volgare, abubilla, pernice, cardellino, ratonero, accipiter, gufo reale e abubilla. Durante l'epoca di migrazione, è frequente vedere nei suoi cieli il nibbio bruno.
- Rettili: lucertola ocellata, lucertola iberica, culebro ferro di cavallo e rhinechis scalaris.